# أنتوني إليسون
أنتوني إليسون (بالإنجليزية: Anthony Ellison)‏ هو رسام كارتون ورسام رسوم متحركة نيوزيلندي، ولد في 1966 في نيوزيلندا.